# قایق نجات کلاس سورن
لایف‌بوت کلاس سورن (به انگلیسی: Severn-class lifeboat) یک کلاس از کشتی است که طول آن ۱۷ متر (۵۵ فوت ۹ اینچ) می‌باشد.